# Calango-coral
O calango-liso ou calango-coral (Diploglossus lessonae) é uma espécie de lagarto da família Anguidae. Endêmica do Brasil. 

## Distribuição geográfica e habitat
A espécie é endêmica do Brasil, sendo encontrada somente nos estados de Pernambuco, Paraíba e Rio Grande do Norte.

## Características
O calango-liso pode atingir cerca de 30 centímetros de comprimento aproximadamente e é conhecido pela forma do corpo, cilíndrico, alongado e com membros muito pequenos. De fato, suas patas são tão curtas que este lagarto, embora as use para andar, as encolhe e desliza como uma cobra quanto quer alcançar maior velocidade. Exatamente a mesma estratégia é usada pela losma (gênero Chalcides), do sul da Europa.

## Biologia
A espécie é rara em vários locais onde habita e talvez por isso sua biologia seja tão pouco compreendida. Neste sentido, são poucos os trabalhos especificamente relacionados à biologia de Diploglossus lessonae e muitos aspectos de sua história natural permanecem desconhecidos.
Sabe-se que este lagarto é terrícola e semi-fossorial, podendo ser encontrado forrageando sobre o solo ou escavando no subsolo a até 2 m de profundidade . 

## Reprodução e alimentação

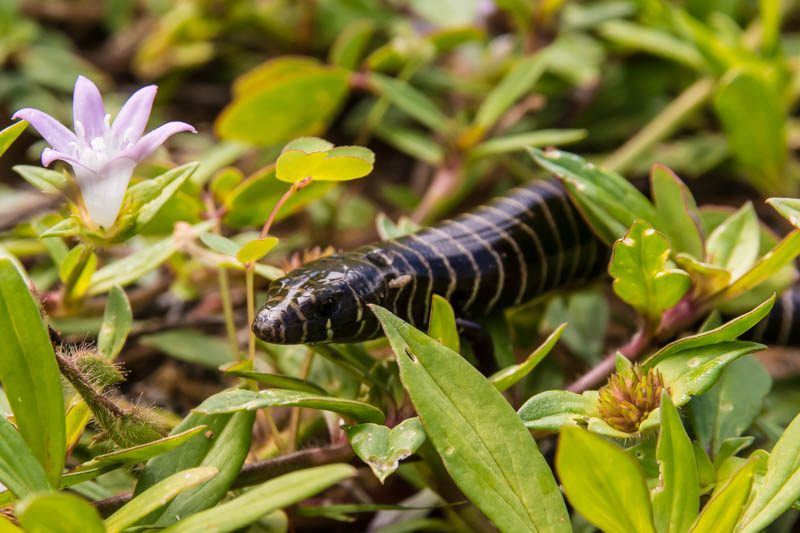
Exemplar fotografado em Natal/RN, no Campus da UFRN

A espécie é ovípara e se reproduz somente uma vez por ano, na estação seca, com uma ninhada de 1 a 7 ovos . Quanto a sua alimentação, até pouco tempo achava-se que sua dieta era prioritariamente constituída de aranhas, opiliões e escorpiões, entretanto a equipe do NUROF-UFC descobriu, recentemente, que este lagarto se alimenta também de formigas e baratas .